# Hirpida
Hirpida é um gênero de mariposa pertencente à família Saturniidae.

## Espécies
- Hirpida boloviochoba Brechlin & Meister, 2010
- Hirpida choba (Druce, 1904)
- Hirpida chuquisaciana Brechlin & Meister, 2010
- Hirpida gaujoni (Dognin, 1894)
- Hirpida junopascoensis Brechlin & Meister, 2010
- Hirpida juyjuylinea Brechlin & Meister, 2010
- Hirpida levis (F. Johnson & Michener, 1948)
- Hirpida levocuscoensis Brechlin & Meister, 2010
- Hirpida levopascoensis Brechlin & Meister, 2010
- Hirpida mavanschaycki Brechlin & Meister, 2010
- Hirpida nigrolinea (Druce, 1904)
- Hirpida olgae Brechlin & Meister, 2010
- Hirpida pomacochasensis Brechlin & Meister, 2010
- Hirpida santacruziana Brechlin & Meister, 2010
- Hirpida sinjaevorum Brechlin & Meister, 2010